# ドキメキダイアリー
「ドキメキダイアリー」は、asmi feat. Chinozoの楽曲。デジタル配信シングルとして2023年4月14日に各音楽配信サービスにて、Sony Music Labels / MASTERSIX FOUNDATIONよりリリースされ、同年5月31日にCDシングルとして発売された。

## 概要

### 背景
表題曲は、主人公がサトシから新キャラクターであるリコとロイに変更されたテレビアニメ『ポケットモンスター』の新シリーズのオープニングテーマに使用されている。「asmi feat. Chinozo」は、歌手のasmiとボカロPのChinozoによる表題曲のために結成されたスペシャルユニットである。

### リリース
2023年3月24日にテレビアニメ『ポケットモンスター』のオープニングテーマに起用されたことが発表された。
同年4月14日に表題曲の先行配信を開始。
同年4月21日にCDリリースされることが発表された。
同年5月31日に通常版、期間生産限定盤、完全生産限定盤の3形態でリリースされた。CDシングルには「ドキメキダイアリー」と同曲のアニメサイズ版、インストゥルメンタル版が収録される他、asmiのヒット曲「PAKU」と同曲のインストゥルメンタル版、新曲「ずっと」と同曲のインストゥルメンタル版が収録される。期間生産限定盤には『ポケットモンスター』のノンクレジットオープニング映像が収録され、完全生産限定盤には『ポケットモンスター』仕様のアクリルスタンドが付録された。

## 収録内容
| #         | タイトル                             | 作詞      | 作曲           | 編曲             | 時間  |
| --------- | ------------------------------------ | --------- | -------------- | ---------------- | ----- |
| 1.        | 「ドキメキダイアリー」               | Chinozo   | Chinozo        | Chinozo          | 3:19  |
| 2.        | 「PAKU」                             | meiyo     | meiyo          | 100回嘔吐, meiyo | 2:08  |
| 3.        | 「ずっと」                           | asmi      | asmi, 橋本裕太 | 橋本裕太         | 4:14  |
| 4.        | 「ドキメキダイアリー」(Anime Size)   |           |                |                  | 1:31  |
| 5.        | 「ドキメキダイアリー」(Instrumental) |           |                |                  | 3:19  |
| 6.        | 「PAKU」(Instrumental)               |           |                |                  | 2:08  |
| 7.        | 「ずっと」(Instrumental)             |           |                |                  | 4:12  |
| 合計時間: | 合計時間:                            | 合計時間: | 合計時間:      | 合計時間:        | 20:55 |

| #  | タイトル                                                                            | 作詞 | 作曲・編曲 |
| -- | ----------------------------------------------------------------------------------- | ---- | ---------- |
| 1. | 「ドキメキダイアリー テレビアニメ「ポケットモンスター」ノンクレジットオープニング」 |      |            |

## タイアップ
ドキメキダイアリー
テレビ東京制作全国40局ネットアニメ『ポケットモンスター』オープニングテーマ

## テレビ出演
| 出演日        | 番組名                         | 放送局     | 備考                 |
| ------------- | ------------------------------ | ---------- | -------------------- |
| 2023年3月31日 | アニメポケットモンスター音楽祭 | テレビ東京 | フルサイズでの歌唱。 |